# هیلاری کلیموویچ
هیلاری کلیموویچ (انگلیسی: Hillary Klimowicz؛ زادهٔ ۳ آوریل ۱۹۸۷) بازیکن بسکتبال اهل ایالات متحده آمریکا است.